# Malta Shipbuilding
Het Malta Shipbuilding is een voormalig industrieel complex in Marsa, op tien kilometer van de Maltese hoofdstad Valletta. Het complex, bestaande uit drie grote hallen, deed jarenlang dienst als scheepswerf. Momenteel wordt het complex gebruikt voor culturele activiteiten.
Op 17 juni 2014 maakte de Maltese openbare omroep bekend dat het het Malta Shipbuilding had uitgekozen als locatie voor het Junior Eurovisiesongfestival 2014, dat plaatsvond op 15 november 2014. Opvallend: het Eurovisiesongfestival 2014 in de Deense hoofdstad Kopenhagen vond ook plaats op een voormalige scheepswerf, met de naam B&W Hallerne.